# Ham-sur-Sambre
Ham-sur-Sambre is een dorp in de Belgische provincie Namen en een deelgemeente van de gemeente Jemeppe-sur-Sambre. Het dorp ligt aan de Samber en was tot 1 januari 1977 een zelfstandige gemeente.

## Demografische ontwikkeling
- Bronnen:NIS, Opm:1831 tot en met 1970=volkstellingen, 1976= inwoneraantal op 31 december

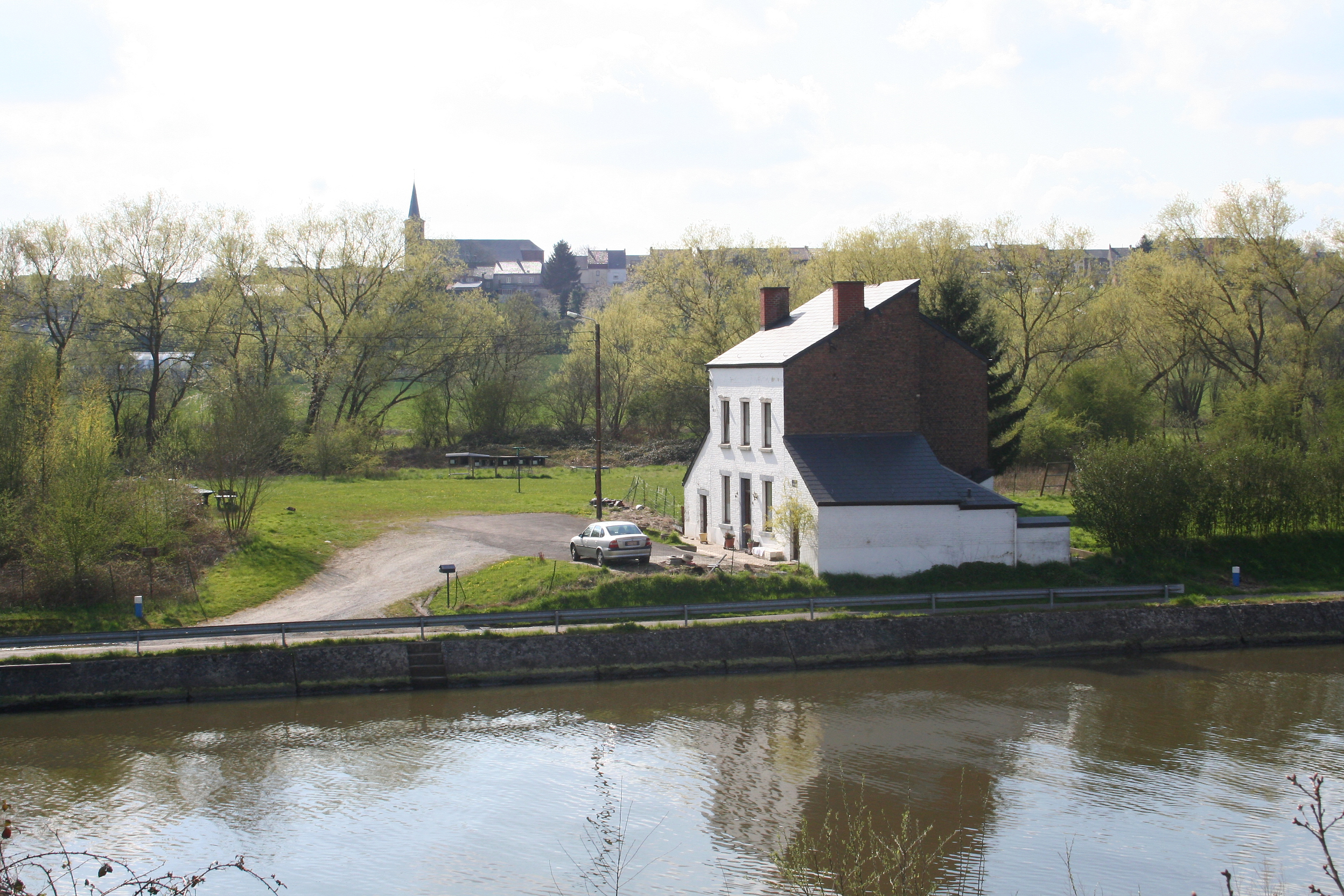
Het dorp en de Samber

## Sport
- In het dorp speelt voetbalclub Ham FC, aangesloten bij de KBVB. Deze club speelde zes jaar in de nationale reeksen.

## Geboren in Ham-sur-Sambre
- André Brasseur (1939), organist en instrumentalist